# 巴蘭科德洛瓦
巴蘭科德洛瓦是哥倫比亞的城鎮，位於該國北部，由玻利瓦省負責管轄，距離首府卡塔赫納395公里，始建於1800年2月4日，面積416平方公里，海拔高度23米，2005年人口15,148。

## 外部連結
- （西班牙文） Barranca de Loba official website （页面存档备份，存于）

8°57′N 74°07′W / 8.950°N 74.117°W